# Peter Niehusen
Peter Niehusen (ur. 15 lipca 1951 w Lubece) – niemiecki wioślarz reprezentujący RFN, brązowy medalista olimpijski i trzykrotny medalista mistrzostw świata.

## Kariera
Wystąpił na igrzyskach olimpijskich w Montrealu w 1976, gdzie osada RFN w składzie: Hans-Johann Färber, Ralph Kubail, Siegfried Fricke, Peter Niehusen i Hartmut Wenzel (sternik) zdobyła brązowy medal w czwórkach ze sternikiem. W finale uplasowali się o 2,48 sekundy za osadą ZSRR i o 4,26 sekundy za osadą NRD. Był to jego jedyny start olimpijski.
W 1966 jako sternik zdobył złoty medal w ósemkach na mistrzostwach świata w Bledzie. Następnie zdobył brązowe medale w czwórkach ze sternikiem na mistrzostwach świata w Lucernie (1974) i mistrzostwach świata w Nottingham (1975).
Ponadto jako sternik zwyciężył w ósemkach na mistrzostwach Europy w Duisburgu (1965).
Odznaczony Srebrnym Liściem Laurowym, najwyższym sportowym odznaczeniem państwowym. Przez parę lat był rzecznikiem sportowców w Niemieckim Związku Wioślarskim. Następnie ukończył studia ekonomiczne i pracował w branży tytoniowej. Pracował także jako konsultant oraz menadżer marketingu.